# Тотоонов, Александр Борисович
Тотоо́нов, Алекса́ндр Бори́сович (осет. Тотоонты Барисы фырт Алыксандр, род. 3 апреля 1957) — член Совета Федерации Федерального Собрания РФ — представитель от законодательного органа власти Республики Северная Осетия-Алания.

## Биография
А. Б. Тотоонов родился 3 апреля 1957 года в городе Орджоникидзе (Владикавказ) Северо-Осетинской АССР. Окончил филологический факультет Северо-Осетинского государственного университета им. К. Л. Хетагурова и аспирантуру Московского государственного университета им. М. В. Ломоносова. Кандидат экономических наук (диссертационное исследование на тему «Организационно-экономический механизм осуществления приватизации в Российской Федерации»).
По окончании университета работал в комсомольских, партийных и советских органах республики — возглавлял городскую комсомольскую организацию г. Орджоникидзе, был ответственным секретарём-заместителем редактора газеты «Молодой коммунист», руководил отделом культуры Орджоникидзевского Городского совета, неоднократно был избран депутатом районного и городского советов народных депутатов Владикавказа[когда?].
С 1991 года — в частном бизнесе.
В 2005 году был назначен заместителем Председателя Правительства РСО-А, Полномочным Представителем республики при Президенте РФ.
За время работы в качестве Полномочного представителя РСО-Алания при Президенте РФ Александром Тотооновым организованы многочисленные рабочие поездки и визиты членов Правительства России в республику с целью их детального ознакомления с экономическим потенциалом Северной Осетии, решения конкретных проблем, связанных с её социально-экономическим развитием.
Во многом благодаря усилиям А. Б. Тотоонова в 2007 году между Северной Осетией и китайской провинцией Сычуань был заключён договор о дружбе и сотрудничестве.
В 2010 году по инициативе А. Б. Тотоонова начал деятельность Совет глав представительств Северо-Кавказского федерального округа.
При его непосредственном участии начата реализация крупнейших на Северном Кавказе проектов — строительство Кавказского музыкально-культурного центра В. А. Гергиева, каскада малых электростанций на р. Урух в Дигорском ущелье, горнолыжного комплекса «Мамисон».
С октября 2012 года А. Тотоонов — депутат Собрания представителей г. Владикавказа от партии «Единая Россия».
28 ноября 2012 года Александр Тотоонов избран представителем Парламента РСО-Алания в Совете Федерации Федерального Собрания РФ.
В феврале 2018 года избран первым заместителем председателя Парламента Республики Северная Осетия - Алания.
В 2019 году возглавил Московскую осетинскую общину.
Александр Тотоонов известен как инициатор, организатор и активный участник многих крупных социально значимых и благотворительных проектов.
А. Б. Тотоонов — руководитель попечительского совета Международного конкурса пианистов им. Ф.Шопена, входил в состав дирекции Международного юношеского конкурса пианистов им. С. В. Рахманинова, был членом оргкомитета Московского пасхального фестиваля, организационно и материально способствуя проведению этих масштабных мероприятий.
Также Александр Тотоонов — исполнительный директор «Общества друзей Гайто Газданова». Деятельность общества направлена на популяризацию творчества писателя в России и за рубежом, активизацию международного взаимодействия любителей российской литературы.
В течение многих лет А. Б. Тотоонов оказывает поддержку детским домам Северной и Южной Осетии, а также детям, пострадавшим в результате террористического акта в г. Беслане, и жителям Южной Осетии, пострадавшим от грузинской агрессии в 2008 году. По инициативе и непосредственном содействии Александра Тотоонова были организованы концерты-реквиемы «Беслан… Год спустя» (Москва, 5 сентября 2005
года,) и «Беслан… Два года спустя» (Владикавказ, 3 сентября 2006 года). В сентябре 2006 года в Страсбурге (Франция) во Дворце музыки прошла акция, посвященная памяти жертв Беслана и призванная привлечь внимание широкой общественности и политиков Евросоюза к теме объединения усилий в противостоянии терроризму. Инициатором и организатором мероприятия являлся А. Б. Тотоонов.
В 2008 году при непосредственном участии А. Б. Тотоонова в Японии прошла акция, посвящённая годовщине бомбардировки Хиросимы и призванная объединить всех, кто солидарен с пострадавшими в Хиросимской и Бесланской трагедиях. Между Бесланом и Хиросимой завязались партнёрские, дружеские отношения.
А. Б. Тотоонов был одним из инициаторов установки в Москве в июне 2010 года памятника жертвам террористического акта в Беслане.

## Награды
Руководство Северной Осетии не раз отмечало успехи и достижения А. Б. Тотоонова, его вклад в социально-экономическое развитие РСО-Алания и формирование положительного имиджа республики как в стране, так и за рубежом.
А. Б. Тотоонов награждён высшей наградой РСО-Алания — медалью «Во славу Осетии». За активное содействие процессам укрепления мира и согласия на Кавказе, помощь в реализации социально-экономических инициатив и проведении внешнеполитического курса Республики Южная Осетия Александр Тотоонов был отмечен Орденом Дружбы. За большой вклад в развитие независимости и государственности Южной Осетии А. Тотоонов награждён почетным серебряным Орденом «Общественное признание».
А. Тотоонов является заслуженным работником культуры Республики Польша. Высокое звание присвоено за укрепление дружеских связей между Польшей, Российской Федерацией и Республикой Северная Осетия-Алания.
За реализацию инициативы по возрождению Аланского подворья — храма Рождества Пресвятой Богородицы на Кулишках, переданного в 1996 году осетинской общине Москвы, А. Тотоонов награждён международной наградой общественного признания — орденом «Слава России».
Александр Тотоонов удостоен одной из высших наград мусульманского сообщества России — медали «За духовное единение».
В 2017 году награждён медалью «За заслуги перед Отечеством» II степени.

## Санкции
17 марта 2014 года, после аннексии Крыма, против Тотоонова были введены санкции стран Евросоюза за «публичную поддержку в Совете Федерации ввода российских войск в Украину». 20 марта 2014 года попал под блокирующие санкции США.
Также находится под санкциями Великобритании, Австралии, Канады, Украины и Швейцарии